# Распорядительница
«Распорядительница» — комедия древнегреческого драматурга Менандра (IV—III века до н. э.), текст которой сохранился фрагментарно в виде ряда цитат, приведённых другими античными авторами. Время написания и постановки пьесы неизвестно.
Благодаря уцелевшему фрагменту каталога пьес Менандра известно, что действие «Распорядительницы» продолжалось два дня и что в числе героев комедии были гетера («дерзкая, но не бесчестная») и «добронравные старики». Заглавный персонаж — женщина, которая следила за подготовкой к свадебному обеду и жертвоприношениям.